# Mitch Pileggi
Mitchell Craig "Mitch" Pileggi (Portland, 5 de abril de 1952) é um ator norte-americano.

## Carreira
Mitch Pileggi atuou em vários filmes, de sucesso em pequenos papéis em filmes como Three O'Clock High (1987) como Duke Herman, um zeloso guarda de segurança da escola, apareceu em Return of the Living Dead Part II (1988), e também apareceu brevemente no filme Basic Instinct (1992) como um investigador na famosa e infame cena do interrogatório. Ele também teve um papel recorrente na série Stargate Atlantis como o coronel Steven Caldwell.
Entretanto, seu papel mais notável foi como o serial killer sobrenatural possuidor de corpos Horace Pinker no thriller cult Shocker (1989), do diretor Wes Craven. Seu personagem sobrevive a cadeira elétrica e transforma-se em uma energia maléfica que mata através da TV. 
Finalmente alcançou a consagração internacional no papel do diretor-assistente do FBI, Walter Skinner, na série de televisão The X-Files, ele permaneceu com a série até seu fim na televisão em 2002. Pileggi é normalmente escalado para papéis de valentões, policiais antipáticos ou caras maus.
Protagonizou recentemente o vilão Harris Ryland, uma das personagens principais de Dallas, a continuação da mítica série dos anos '70, '80 e '90.

## Filmografia parcial
- 2008 - Recontagem (Recount)
- 2008 - Arquivo X: Eu Quero Acreditar (The X Files: I Want to Believe), Walter Skinner
- 2008 - Jogada de Gênio (Flash of Genius), Executivo da Ford
- 2007 - Man In The Chair (Man In the Chair)
- 2000 - Caçada Virtual (Takedown)
- 2000 - Um Tira à Beira da Neurose (Gun Shy)
- 1998 - Arquivo X - O Filme (The X Files), Diretor Assistente Walter Skinner
- 1995 - Um Vampiro no Brooklyn (Vampire in Brooklyn)
- 1994 - Isto é Pat - O Filme (It's Pat)
- 1992 - Instinto Selvagem (Basic Instinct)
- 1991 - A Super Máquina 2000 (Knight Rider 2000)
- 1989 - Shocker - 100.000 Volts de Terror (Shocker)
- 1988 - A Volta dos Mortos Vivos 2 (Return of the Living Dead Part II)
- 1987 - Desejo de Matar 4 - Operação Crackdown (Death Wish 4: The Crackdown), Segurança do laboratório
- 1987 - Te Pego Lá Fora (Three O'Clock High)

## Séries de televisão
- 2021 - Walker
- 2018- Arquivo X
- 2016 - Arquivo x
- 2008-2014 - Sons of Anarchy, Ernest Darby
- 2012-2014[1] - Dallas, Harris Ryland
- 2008-2011 - Supernatural, Samuel Campbell (Avô de Dean e Sam Winchester)
- 2007 - Grey's Anatomy, Lawrence Jennings (Paciente do Seattle Grace Hospital)
- 2004-2009 - Stargate Atlantis, Coronel Steven Caldwell
- 1993-2002 - Arquivo X